# Lucio Vipstano Publícola Mesala
Lucio Vipstanus Poplicola  (en latín: Lucius Vipstanus Poplicola Messalla) fue un político y senador del Imperio Romano, que desarrolló su carrera durante el imperio de Claudio I y alcanzó el honor del consulado.

## Familia y origen
Poplicola fue hijo de Marco Vipstano Galo,  quien fue consul suffectus en 18. En el año 46 fue legado con su hermano Mesala en Teano Sidicino en Cales, en la Regio I de Italia. 

## Carrera política
Bajo el emperador Claudio, fue elegido cónsul en 48, teniendo como colega al futuro emperador Vitelio. Poplicola fue el encargado en el Senado de ofrecer a Claudio el título de Pater Patriae (padre de la patria), aunque el emperador rechazó esta adulación.
Su carrera culminó en 58/59 como procónsul de la provincia Asia.

## Descendencia
Su hermano fue Mesala Vipstano Galo, quien le sucedió como consul suffectus en junio de 48, y su hijo fue Valerio Mesala, quien sirvió como tribunus militum en 69 y escribió unos comentarios sobre las campañas de Vespasiano en el año de los cuatro emperadores.